# Luna incognita
Pour les articles homonymes, voir Luna.
Luna incognita est le 6e tome de la série de bande dessinée De cape et de crocs d'Alain Ayroles et Jean-Luc Masbou.

## Synopsis
Après un voyage mouvementé, tant émotionnellement que physiquement, et en dépit de leurs difficultés à comprendre entièrement le fonctionnement de la machine volante de Bombastus, le groupe de Terriens constitué d'Armand, Lope, Eusèbe, le raïs Kader, Hermine et Séléné parvient sur la Lune, dans une région a priori déserte. Ils ignorent toutefois qu'ils sont suivis par le capitaine Mendoza et ses hommes, qui se sont adjoint les services de Bombastus qui leur a fabriqué une fusée lunaire. Après que l'engin s'écrase, Mendoza se met en quête d'un autre moyen de quitter la Lune une fois qu'il en aura amassé les richesses. Eusèbe, qui s'écarte momentanément du groupe, y fait quant à lui la rencontre d'une petite pierre qui semble vivante.
Explorant tout d'abord la région sans rencontrer âme qui vive, le groupe des Terriens se retrouve, après une obscurité soudaine, au cœur d'une cité semble-t-il surgie du néant et apparemment peuplée de créatures monstrueuses, qui s'avèrent toutefois n'être que des Sélénites déguisés pour célébrer Carnaval. Ils font la connaissance de Colin de la Lune, un bretteur sélénite ravis de rencontrer des gentilshommes prompts à l'escrime comme lui. Lorsqu'ils lui révèlent que le prince Jean est revenu de son exil terrestre, Colin exhorte les Terriens à le suivre pour en alerter le roi de la Lune, leur révélant au passage le fonctionnement de Callikinitopolis, capitale mobile du satellite, à l'aide de "pierres vives" comme celle rencontrée par Eusèbe.
Le roi, reconnaissant de l'avertissement porté par les Terriens, les accueille au sein du palais où ils continuent à se familiariser avec les coutumes lunaires. Le lendemain, en visite dans les jardins, Kader confirme auprès de la reine et de son jardinier les propos tenus par le chambellan du prince sur Terre : sur la Lune, l'or et les joyaux poussent sur les arbres. Kader peut ainsi se constituer un véritable trésor en prévision de l'armement d'une flotte pour s'emparer de Maracaïbo. Lope et Armand, bien qu'attristés de quitter momentanément leurs bien-aimées, se trouvent quant à eux leur propre mission : retrouver le Maître d'armes, un énigmatique personnage venu de la Terre, afin qu'il prépare d'éventuelles défenses contre les troupes du prince Jean.
Loup et renard se mettent donc en route, toujours accompagnés d'Eusèbe. Ils rencontrent en chemin Mademoiselle, la sœur de Jean, qui prétend être porteuse d'un message de réconciliation destiné aux autorités de Callikinitopolis. Toutefois, profitant de la naïveté et de la gentillesse d'Eusèbe, elle apprend l'existence de la mission de localisation du Maître d'armes et en informe immédiatement son frère. Tandis que Jean ourdit sa vengeance, les soldats de Mendoza, guidés par des mimes sauvages, s'approchent de son palais en vue de lui proposer une alliance. Lope, Armand et Eusèbe arrivent quant à eux dans la cité portuaire d'Agarthachidès, au bord de la mer des Humeurs.

## Analyse
La trame narrative du récit est simplifiée par rapport aux précédents tomes, principalement en raison de la "réunification" de la plupart des personnages à la fin du volume précédent, Jean Sans Lune. De la sorte, le récit se concentre ici sur seulement deux arcs principaux, à savoir la découverte de la Lune par deux groupes différents de Terriens : d'une part, Lope, Armand et leurs amis, qui trouvent refuge dans la cité royale de Callikinitopolis ; et d'autre part, les hommes de Mendoza, accompagnés de Bombastus, qui se dirigent vers le prince Jean. Par ailleurs, ces deux "factions" n'interagissent qu'en une seule occasion, lorsque Mademoiselle croise Armand, Lope et Eusèbe à la recherche du Maître d'armes. Andreo et Plaisant, emmenés sur la Lune par le prince, ne font qu'une brève apparition. Les pirates du capitaine Boone sont quant à eux les grands absents de l'album, rien n'étant révélé quant à leur sort depuis leur décollage inattendu survenu à la fin du précédent album.
Comme dans les autres albums de la série, le scénario fourmille de références artistiques et culturelles, en particulier littéraires. La pièce des Fourberies de Scapin, déjà apparue dès le premier album, est à nouveau montrée ici tandis qu'Andreo peine à donner le ton nécessaire à la célèbre phrase « Que diable allait-il faire dans cette galère ? ». La poésie, toujours maniée avec brio par le personnage d'Armand prompt à déclamer des alexandrins, figure également en bonne place : apprenant que, comme dans l'Histoire comique des Etats et Empires de la Lune de Cyrano de Bergerac (explicitement évoquée par Armand lors du voyage qui le mène vers la Lune), les poèmes font office de monnaie sur la Lune, Armand et Lope envisagent de payer leurs frais en "ronsards", "quevedos" et "du bellays". La "bobinette" que les Terriens doivent tirer avant leur alunissage, au moment où leur engin doit "choir", est une référence au conte du Petit Chaperon rouge et à l'expression : « Tirez la chevillette et la bobinette cherra ». L'andouille brandie par l'armure géante vue par les personnages porte l'inscription latine "Fac quod vis", qui est une référence à un sermon de Saint-Augustin ; tandis que le monstrueux mannequin qui affronte cette armure est inspiré de l'illustration de Léviathan de Thomas Hobbes.
La littérature n'est toutefois pas le seul art dont s'inspire l'histoire : les scènes du Carnaval présentent ainsi des similitudes avec les peintures de Jérôme Bosch et de Pieter Brueghel l'Ancien ; et un autre dessin reprend L'École d'Athènes de Raphaël. Certaines mises en scène font également référence au cinéma : ainsi, l'irruption des mimes accompagnant Mademoiselle dans l'auberge où se restaurent Armand et Lope, ainsi que le combat qui s'ensuit, empruntent certains codes aux westerns. Les personnages d'E.T. l'extraterrestre et de Rambo apparaissent quant à eux parmi les Sélénites qui célèbrent Carnaval. Par ailleurs, l'histoire de la Lune raconte que le prince Jean envisageait de bannir la famille royale dans l'espace « afin qu'on ne l'y entendit point crier », ce qui reprend le slogan du film Alien. L'histoire contemporaine trouve également ses propres échos : Armand invite ainsi, au moment de l'alunissage, à « préférer aux grands bonds conquérants de petits pas de danse », ce qui est une référence à la célèbre expression attribuée à Neil Armstrong, « un petit pas pour l'homme, un pas de géant pour l'humanité » ; tandis que l'auberge mobile utilisée par les personnages pour se rendre au palais royal arbore un motif qui rappelle les couleurs des taxis de New York. La mythologie grecque n'est pas en reste, avec une statue d'une Hespéride devant un arbre aux fruits d'or, deux statues du prince Jean le dépeignant en Héraclès terrassant respectivement le Lion de Némée et l'Hydre de Lerne et une le montrant comme Atlas portant le monde sur ses épaules.
Les voyages vers la Lune et la découverte des us et coutumes sélénites qui s'ensuivent sont l'occasion d'un grand nombre d'anachronismes. La machine volante empruntée par les Terriens, déjà apparue dans le précédent album, est basée sur le fonctionnement de la montgolfière, tandis que l'engin construit par Bombastus pour Mendoza est encore plus avancé puisqu'il s'agit d'une véritable fusée archaïque. Les peintures accrochées dans le palais royal évoquent le style d'Andy Warhol, et la reine sert à ses invités, en guise de collation, ce qui ressemble à des Apéricubes. Les arceaux utilisés par Eusèbe lorsqu'il joue au croquet ont quant à eux la forme de l'Arc de triomphe. La langue sélénite comporte également un néologisme, "terratique", qui remplace le terme de "lunatique", lequel n'aurait que peu de sens sur la Lune. Bombastus remanie quant à lui la toponymie lunaire, trouvant le nom de Mare Nectaris inapproprié puisque l'endroit est couvert de pollen et non de nectar. D'autres références à des technologies disponibles à l'époque où le récit se déroule sont également visibles, comme une pascaline.

Diverses figures de style abondent dans le récit. Deux rythmes ternaires sont particulièrement visibles en jouant sur les sonorités des mots employés : le premier, lorsque les Terriens arrivent sur la Lune et que Lope suggère d'y planter un drapeau ou une croix et qu'Armand lui rétorque : « Mais au nom de quel roi ? de quel dieu ? de quel droit ? » ; le second, lorsqu'ils entrent dans le palais royal et s'étonnent du protocole sommaire, énonçant : « Tout ceci manque un peu de pompe. / De pourpre. / De pampres. » Le comique de répétition se poursuit également : Eusèbe est une nouvelle fois interrompu dans sa tentative de raconter ce qui l'a amené aux galères (pleurant à cause de l'incrédulité de Lope), tandis que Lope échoue à nouveau à donner son nom complet, étant giflé par Colin qui ne peut ensuite que l'appeler "Monsieur de Villalobos y". Répétitions et symétries sont également mobilisées dans l'agencement des cases et des dessins. Par exemple, lorsque l'engin des Terriens amorce sa descente, un ensemble de neuf cases est arrangé sous forme d'une symétrie centrale (avec une petite case centrale, centrée sur un Eusèbe vu de face, servant de centre de symétrie).